# USS Puffer (SSN-652)
USS Puffer (SSN-652) – amerykański myśliwski okręt podwodny z napędem atomowym typu Sturgeon. Wyposażony był w pociski przeciwokrętowe Harpoon oraz rakietowe pociski przeciwpodwodne SUBROC z głowicą jądrową W55 o mocy 5 kT, a także w 23 torpedy Mk. 48 ADCAP i minotorpedy Mk. 60 Captor. "Puffer" zwodowano 30 marca 1968 roku w stoczni Ingalls Shipbuilding. Okręt został przyjęty do służby operacyjnej w marynarce wojennej Stanów Zjednoczonych 9 sierpnia 1969 roku, którą pełnił do 2 lipca 1996 roku